# .to
Pour les articles homonymes, voir TO.
.to est le domaine de premier niveau national (country code top level domain : ccTLD) réservé aux Tonga.
Il est parfois « détourné » par des usagers de la ville de Toronto, au Canada.
Le domaine a été introduit en 1995.